# Films américains sortis en 1917
Listes de films américains
- 1913
- 1914
- 1915
- 1916
- 1917
- 1918
- 1919
- 1920
- 1921

Liste (non exhaustive) de films américains sortis en 1917. 

## A-Z (Par ordre alphabétique des titres en anglais)
| Titre                          | Réalisateur            | Distribution                               | Genre               | Notes                                     |
| ------------------------------ | ---------------------- | ------------------------------------------ | ------------------- | ----------------------------------------- |
| A Woman's Awakening            | Chester Withey         | Seena Owen, Kate Bruce                     | Film dramatique     |                                           |
| The Adventurer                 | Charles Chaplin        | Charlie Chaplin                            |                     |                                           |
| All Aboard                     | Alfred J. Goulding     | Harold Lloyd                               |                     |                                           |
| An Alabaster Box               | Chester Withey         | Alice Joyce, Marc McDermott                | Film dramatique     |                                           |
| The Bad Boy                    | Chester Withey         | Robert Harron, Richard Henry Cummings      | Drame policier      |                                           |
| The Band Master                | Arvid E. Gillstrom     | Billy West, Oliver Hardy                   | Comédie             | produit par la King-Bee Films Corporation |
| Bashful                        | Alfred J. Goulding     | Harold Lloyd                               |                     |                                           |
| The Big Idea                   | Gilbert Pratt          | Harold Lloyd                               |                     |                                           |
| Birds of a Feather             |                        | Harold Lloyd                               |                     |                                           |
| Bliss (L'Enlèvement)           | Alfred J. Goulding     | Harold Lloyd                               |                     |                                           |
| Bucking Broadway               | John Ford              | Harry Carey                                |                     |                                           |
| The Butcher Boy                | 'Fatty' Arbuckle       | 'Fatty' Arbuckle / Buster Keaton           |                     |                                           |
| By the Sad Sea Waves           | Alfred J. Goulding     | Harold Lloyd                               |                     |                                           |
| Camille                        | J. Gordon Edwards      | Theda Bara                                 |                     |                                           |
| Cleopatra                      | J. Gordon Edwards      | Theda Bara                                 |                     |                                           |
| Clubs Are Trump                | Hal Roach              | Harold Lloyd                               |                     |                                           |
| Coney Island                   |                        | 'Fatty' Arbuckle / Buster Keaton           |                     |                                           |
| The Cure                       |                        | Charlie Chaplin                            |                     |                                           |
| The Devil-Stone                | Cecil B. DeMille       | Geraldine Farrar                           |                     |                                           |
| Easy Street                    | Charles Chaplin        | Charlie Chaplin, Edna Purviance            | Comédie             |                                           |
| Enlighten Thy Daughter         | Ivan Abramson          |                                            | Film d'exploitation |                                           |
| The Flirt                      |                        | Harold Lloyd                               |                     |                                           |
| From Laramie to London         | Hal Roach              | Harold Lloyd                               |                     |                                           |
| The Font of Courage            | Burton L. King         | Robyn Adair, Virginia Kirtley, Leo Pierson | Film dramatique     | produit par William Selig                 |
| Golden Rule Kate               | Reginald Barker        | Louise Glaum                               | Western             | Long métrage                              |
| Great Expectations             | Robert G. Vignola      | Jack Pickford                              |                     |                                           |
| The Gulf Between               |                        | Grace Darmond                              |                     |                                           |
| Her Right to Live              | Paul Scardon           | Peggy Hyland, Antonio Moreno               | Drame               |                                           |
| His Wedding Night              |                        | 'Fatty' Arbuckle / Buster Keaton           |                     |                                           |
| L'Émigrant                     |                        | Charlie Chaplin                            |                     |                                           |
| In Again, Out Again            |                        | Douglas Fairbanks                          |                     |                                           |
| A Kentucky Cinderella          | Rupert Julian          | Ruth Clifford                              |                     |                                           |
| The Little American            | Cecil B. DeMille       | Mary Pickford                              |                     |                                           |
| The Little Princess            | Marshall Neilan        | Mary Pickford, Norman Kerry and ZaSu Pitts |                     |                                           |
| Lonesome Luke, Lawyer          | Hal Roach              | Harold Lloyd                               |                     |                                           |
| Lonesome Luke, Mechanic        | Hal Roach              | Harold Lloyd                               |                     |                                           |
| Lonesome Luke, Messenger       | Hal Roach              | Harold Lloyd                               |                     |                                           |
| Lonesome Luke, Plumber         | Hal Roach              | Harold Lloyd                               |                     |                                           |
| Lonesome Luke Loses Patients   | Hal Roach              | Harold Lloyd                               |                     |                                           |
| Lonesome Luke on Tin Can Alley | Hal Roach              | Harold Lloyd                               |                     |                                           |
| Lonesome Luke's Honeymoon      | Hal Roach              | Harold Lloyd                               |                     |                                           |
| Lonesome Luke's Lively Life    | Hal Roach              | Harold Lloyd                               |                     |                                           |
| Lonesome Luke's Lovely Rifle   | Hal Roach              | Harold Lloyd                               |                     |                                           |
| Lonesome Luke's Wild Women     | Hal Roach              | Harold Lloyd                               |                     |                                           |
| Lost and Won                   | Cecil B. DeMille       | Marie Doro                                 |                     |                                           |
| Love, Laughs and Lather        | Hal Roach              | Harold Lloyd                               |                     |                                           |
| Luke Wins Ye Ladye Faire       | Hal Roach              | Harold Lloyd                               |                     |                                           |
| Luke's Busy Day                | Hal Roach              | Harold Lloyd                               |                     |                                           |
| Luke's Lost Liberty            | Hal Roach              | Harold Lloyd                               |                     |                                           |
| Luke's Trolley Troubles        | Hal Roach              | Harold Lloyd                               |                     |                                           |
| Madame Bo-Peep                 | Chester Withey         | Seena Owen, F.A. Turner, James Harrison    | Comédie, Western    |                                           |
| The Man Without a Country      | Ernest C. Warde        | Florence La Badie, Holmes Herbert          | Drame               |                                           |
| Move On                        | Gilbert Pratt          | Harold Lloyd                               |                     |                                           |
| Nearly Married                 | Chester Withey         | Madge Kennedy, Frank M. Thomas             | Comédie             |                                           |
| Oh Doctor!                     |                        | 'Fatty' Arbuckle / Buster Keaton           |                     |                                           |
| Over the Fence                 | Harold Lloyd           | Harold Lloyd                               |                     |                                           |
| The Pest                       | Arvid E. Gillstrom     | Billy West, Oliver Hardy, Bud Ross         | Comédie             | produit par la King-Bee Films Corporation |
| Pinched                        | Harold Lloyd           | Harold Lloyd                               |                     |                                           |
| The Poor Little Rich Girl      | Maurice Tourneur       | Mary Pickford                              |                     |                                           |
| Rainbow Island                 |                        | Harold Lloyd                               |                     |                                           |
| Rebecca of Sunnybrook Farm     | Marshall Neilan        | Mary Pickford                              |                     |                                           |
| A Reckless Romeo               |                        | 'Fatty' Arbuckle                           |                     |                                           |
| A Romance of the Redwoods      | Cecil B. DeMille       | Mary Pickford                              |                     |                                           |
| The Rough House                |                        | 'Fatty' Arbuckle / Buster Keaton           |                     |                                           |
| Souls Triumphant               | John B. O'Brien        | Lillian Gish, Wilfred Lucas                | Drame               |                                           |
| Step Lively                    | Alfred J. Goulding     | Harold Lloyd                               |                     |                                           |
| Stop! Luke! Listen!            | Hal Roach              | Harold Lloyd                               |                     |                                           |
| Straight Shooting              | John Ford              | Harry Carey                                |                     |                                           |
| A Strange Transgressor         | Reginald Barker        | Louise Glaum                               | Drame               | Long métrage                              |
| Teddy at the Throttle          |                        | Gloria Swanson                             |                     |                                           |
| Tom Sawyer                     | William Desmond Taylor | Jack Pickford                              |                     |                                           |
| The Tornado                    | John Ford              | John Ford                                  |                     |                                           |
| We Never Sleep                 |                        | Harold Lloyd                               |                     |                                           |
| Wild and Woolly                | John Emerson           | Douglas Fairbanks                          |                     |                                           |
| The Wild Girl (film, 1917)     |                        | Eva Tanguay et Tom Moore                   |                     |                                           |
| The Woman God Forgot           | Cecil B. DeMille       | Wallace Reid                               |                     |                                           |